# Église Saint-Georges du Prieuré
L'église Saint-Georges est une ancienne église priorale, située à Saint-Jeoire-Prieuré, en France.

## Localisation
L'église est située dans le département français de la Savoie, sur la commune de Saint-Jeoire-Prieuré.

## Historique
L'évêque de Grenoble, saint Hugues Ier, est intervenu pour développer les prieurés dans le décanat de Saint-André de Savoie. Pour établir le prieuré de Saint-Jeoire, l'évêque de Grenoble a été aidé par la famille de Gérald/Géraud de La Palud (Geraldus de Palude), seigneur de Chignin. Il a cédé à l'évêque de Grenoble l'église de Chignin le 5 juillet 1110 avec toute la dîme de la paroisse, la moitié de l'église de Saint-Jeoire et sa dîme et la moitié de l'église de Murs (Les Marches) et sa dîme. L'évêque a laissé la jouissance de ces églises sa vie durant au clerc Adon, fils de Gérald. L'autre moitié des églises de Saint-Jeoire et de Murs appartenait aux membres de la famille de Miolans qui étaient des cousins de Gérald de Chignin.
Le prieuré a été fondé en 1110 et confié aux chanoines réguliers de saint Augustin. Le premier prieur connu est un certain Gérald qui est cité en 1129 dans la suite du comte Amédée III de Savoie. 
L'histoire primitive du prieuré est assez peu connue et ne permet pas de connaître les étapes de la construction de la priorale. Le prieuré  avait une certaine prospérité au Moyen Âge car il possédait les églises de Chignin, Triviers, Curienne, Arvillard et Détrier. Toutes les dépendances du prieuré conventuel de Saint-Jeoire étaient liées aux familles de Miolans, de La Chambre et de Chignin qui étaient des cousins. Les Miolans étaient coseigneurs de Saint-Jeoire, de Curienne. Des prébendes du prieuré provenaient de la famille de Miolans. Le prieuré de Saint-Jeoire était une entité seigneuriale et en a conservé l'aspect et le caractère. Il formait un ensemble fortifié suivant un plan rectangulaire protégé par des fossés, un mur d'enceinte crénelé et des tours. Il y avait au nord, vers Triviers, deux tours d'angle, à l'est la « tour de Miolans » et la tour du clocher, du côté de Ronjoug, la maison-forte du prieur et sa tour, puis la maison des chanoines comme on peut le voir sur une estampe de Claude Châtillon datée de 1600.
La commende est introduite dès le XIVe siècle. Elle s'arrête quand les revenus du prieuré sont rattachés au collège de la Sainte-Maison de Thonon-les-Bains par la bulle du pape Clément VIII du 13 septembre 1599. Le prieuré est sécularisé et assimilée à la Sainte Maison de Thonon par la bulle du pape Clément IX du 3 novembre 1667. En mai 1762, par une bulle de Clément XIII, la Sainte Maison de Thonon a obtenu l'union de tous les biens que le prieuré possédait avec ceux de la Sainte Maison en 1762. Cette bulle fait disparaître la vie priorale et ne prévoit que la continuation de la vie paroissiale.

## Protection
L'église est inscrite au titre des monuments historiques le 7 mars 1952.